# Matthias Michel
Matthias Michel (Thal, 20 maart 1963) is een Zwitsers politicus voor de Vrijzinnig-Democratische Partij.De Liberalen (FDP/PLR) uit het kanton Zug. Hij zetelt sinds 2019 in de Kantonsraad.

## Biografie

### Afkomst en opleiding
Matthias Michel studeerde rechten aan de Universiteit van Zürich en de Universiteit van Lausanne. Hij woont in Oberwil bei Zug, nabij de stad Zug, maar werd geboren in Thal in het kanton Sankt Gallen.

### Kantonnale politiek
Van januari 1995 tot december 2002 was Matthias Michel lid van de Kantonsraad van Zug. In 2003 werd hij lid van de Regeringsraad van Zug, met herverkiezingen in 2006, 2010 en 2014. In 2018 stelde hij zich niet meer herverkiesbaar in deze functie. Vanaf 2003 was hij bevoegd voor Onderwijs en Cultuur en van 2007 tot 2018 voor Economie. In de periode 2011-2012 was hij Landammann (regeringsleider) van zijn kanton.

### Federale politiek
In 2019 was hij kandidaat bij de federale parlementsverkiezingen van dat jaar voor de Kantonsraad. Hierbij werd hij in de tweede ronde verkozen met 17.206 stemmen, samen met Peter Hegglin (CVP/PDC). In de Kantonsraad volgde Michel zijn partijgenoot Joachim Eder op.

## Trivia
- In het Zwitserse leger heeft hij de graad van korporaal.
- In 2012 werd hij 'inwoner van Zug van het jaar'.